# Doignies
Doignies é uma comuna francesa na região administrativa de Altos da França, no departamento do Norte. Estende-se por uma área de 7.4 km². Em 2010 a comuna tinha 332 habitantes (densidade: 44,9 hab./km²).